# Ліцько-Крбавська жупанія

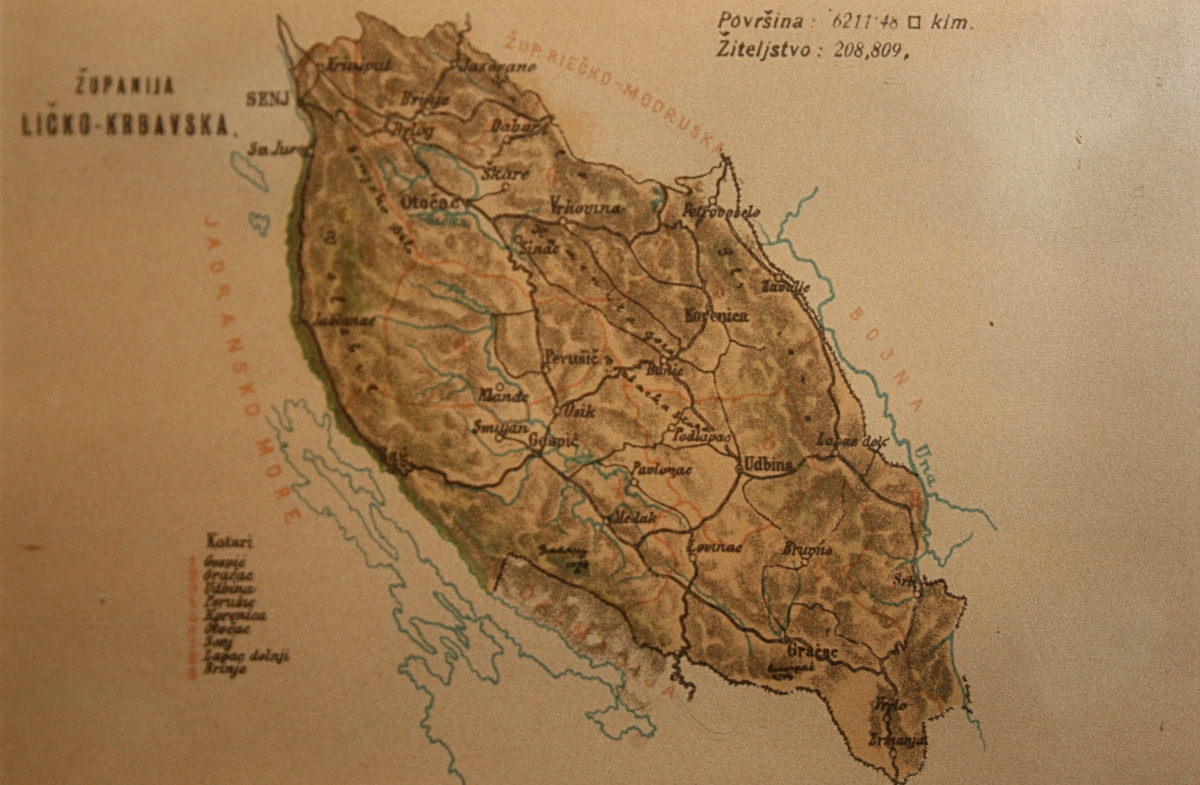
Історична карта Ліцько-Крбавської жупанії

Ліцько-Крбавська жупанія (хорв. Ličko-krbavska županija, угор. Lika-Korbava vármegye, нім. Komitat Lika-Krbava) — адміністративно-територіальна одиниця Королівства Хорватія і Славонія, що входило до угорської частини дуалістичної Австро-Угорщини. Межувала з австрійською Далмацією, австрійсько-угорською Боснією і Герцеговиною та хорватсько-славонською Модруш-Рієцькою жупанією, виходячи до Адріатичного моря. Її адміністративним центром був Госпич. Назва жупанії походила від історичної області Ліка та прилеглої місцевості Крбава, де є однойменна річка та населений пункт.

## Історія
Територія Ліцько-Крбавської жупанії належала до Хорватського королівства, яке 1102 року вступило в особисту унію з Угорським королівством, а 1526 року спільно з ним увійшло в Габсбурзьку монархію.
Умови для створення жупанії склалися 15 липня 1881 року завдяки розпуску Військової границі. Жупанію засновано 5 лютого 1886 р. на підставі постанови хорватського парламенту «Про устрій жупаній та організацію управління в жупаніях і округах», з територій колишніх граничарських полків Госпицького і Отоцького, та включав район Ліки і громади Бринє, Єзеране і Кривий Пут Бринського округу з містом Сень. Осідком жупанії обрано місто Госпич.
1918 року, коли хорватський парламент розірвав державно-правові відносини з Австрією та Угорщиною, жупанія опинилася в Державі словенців, хорватів і сербів, а 4 червня 1920 року, згідно з Тріанонським договором, увійшла до новоутвореного Королівства СХС, де в 1924 році потрапила до складу новоствореної Карловацької області.

## Населення
1900 року жупанія налічувала 209 341 жителя, які поділялися на такі мовні спільноти:
- сербська: 107 172 (51,2 %)
- хорватська: 101 737 (48,6 %)
- німецька: 134 (0,0 %)
- угорська: 60 (0,0 %)
- словацька: 10 (0,0 %)
- румунська: 1 (0,0 %)
- руська: 0 (0,0 %)
- інші чи невідомі: 227 (0,1 %)

Згідно з переписом населення 1900 р., жупанія включала такі релігійні громади:
- православні: 107 176 (51,2 %)
- римокатолики: 102 123 (48,8 %)
- лютерани: 16 (0,0 %)
- кальвіністи: 11 (0,50 %)
- грекокатолики: 7 (0,0 %)
- юдеї: 7 (0,0 %)
- унітаріани: 0 (0,0 %)
- інше чи невідомі: 1 (0,0 %)

1910 року жупанія налічувала 204 710 жителів, які поділялися на такі мовні спільноти:
- сербська: 104 036 (50,82 %)
- хорватська: 100 346 (49,02 %)
- німецька: 68 (0,03 %)
- угорська: 22 (0,01 %)
- словацька: 3 (0,0 %)
- руська: 2 (0,0 %)
- румунська: 2 (0,0 %)
- інші чи невідомі: 231 (0,11 %)

Згідно з переписом населення 1910 р., жупанія включала такі релігійні громади:
- православні: 104 041 (50,82 %)
- римокатолики: 100 620 (49,15 %)
- лютерани: 6 (0,0 %)
- кальвіністи: 2 (0,0 %)
- грекокатолики: 14 (0,0 %)
- юдеї: 12 (0,0 %)
- унітаріани: 0 (0,0 %)
- інше чи невідомі: 15 (0,0 %)

## Адміністративний поділ
Жупанія на початку ХХ ст. мала такий адміністративно-територіальний поділ: 
| Дистрикти          | Дистрикти    |
| Район              | Столиця      |
| ------------------ | ------------ |
| Brinje             | Бринє        |
| Gospić             | Госпич       |
| Gračac             | Грачаць      |
| Donji Lapac        | Доній Лапаць |
| Korenica           | Корениця     |
| Otočac             | Оточаць      |
| Perušić            | Перушич      |
| Senj               | Сень         |
| Udbina             | Удбина       |
| Муніципальні міста |              |
| Сень               |              |